# Melecio III
Melecio III (1772-1845) fue Patriarca de Constantinopla durante siete meses en 1845.
Nacido en Kea en 1772, fue colaborador del patriarca Agatángelo I de Constantinopla, luego fue obispo de Amasya entre 1828 y 1830, de Tesalónica entre 1831 y 1841 y obispo de Cícico entre 1841 y 1845.
A la muerte de Germano IV, fue elegido patriarca de Constantinopla el 18 de abril de 1845. Durante su breve gestión hizo algunas modificaciones al procedimiento para elección de obispos, reformó el seminario de Halki y mejoró sus relaciones con la iglesia apostólica armenia. Falleció en el mes de noviembre del mismo año de 1845.
| Predecesor: Germano IV | Patriarca de Constantinopla 1845 | Sucesor: Antimo VI |

- Datos: Q746662
- Multimedia: Meletius III of Constantinople / Q746662